# Elapsoidea nigra
Elapsoidea nigra är en ormart som beskrevs av Günther 1888. Elapsoidea nigra ingår i släktet Elapsoidea och familjen giftsnokar. IUCN kategoriserar arten globalt som starkt hotad. Inga underarter finns listade.
Arten förekommer i kulliga områden och i bergstrakter i Tanzania. Den vistas i regioner som ligger 300 till 1900 meter över havet. Regionen är täckt av fuktiga skogar.